# Бирючево (Тверская область)
Бирючево (карел. Bir’čövä) — деревня в Спировском муниципальном округе Тверской области России. До 2021 года входила в состав ныне упразднённого Краснознаменского сельского поселения.

## География
Деревня находится в центральной части Тверской области, в зоне хвойно-широколиственных лесов, в пределах Вышневолоцкой зандровой низины, при автодороге 28Н-1569, на расстоянии примерно 17 километров (по прямой) к востоко-юго-востоку от Спирово, административного центра округа. Абсолютная высота — 219 метров над уровнем моря.

### Климат
Климат характеризуется как умеренно континентальный. Среднегодовая температура воздуха — 3,5 °C. Средняя температура воздуха самого холодного месяца (января) — −10,3 °C (абсолютный минимум — −49 °C), средняя температура самого тёплого (июля) — 17,4 °С (абсолютный максимум — 35 °С). Годовое количество атмосферных осадков составляет 575—600 мм, из которых большая часть выпадает в тёплый период. Среднегодовая скорость ветра — 4,5 м/с, варьирует от 5,3 м/с в ноябре до 3,4 м/с в августе.

### Часовой пояс
Деревня Бирючево, как и вся Тверская область, находится в часовой зоне МСК (московское время). Смещение применяемого времени относительно UTC составляет +3:00.

## Население
| 1859 | 1884 | 1920 | 1997 | 2002 | 2010 |
| ---- | ---- | ---- | ---- | ---- | ---- |
| 235  | ↗305 | ↗386 | ↘252 | ↘237 | ↘221 |

### Национальный состав
Согласно результатам переписи 2002 года, в национальной структуре населения русские составляли 57 % из 237 чел., карелы — 26 %.